# Cantone di Le Puy-en-Velay-2
Il Cantone di Le Puy-en-Velay-2 è una divisione amministrativa dell'Arrondissement di Le Puy-en-Velay.
È stato costituito a seguito della riforma approvata con decreto del 17 febbraio 2014, che ha avuto attuazione dopo le elezioni dipartimentali del 2015, ridefinendo il precedente cantone soppresso di Le Puy-en-Velay-Nord.

## Composizione
Comprende parte della città di Le Puy-en-Velay e 5 comuni:
- Aiguilhe
- Chadrac
- Chaspinhac
- Le Monteil
- Polignac